# Richard Bruyère
Richard Bruyère, né en 1953 à Châlons-sur-Marne, est un sculpteur français.
Médaille d'or de sculpture au Salon des Artistes Français.
Il suit une partie de sa formation à la Casa de Velázquez et séjourne ainsi un an à Madrid de 1980 à 1981.

## Œuvres
- Bas Reliefs à Châlons-en-Champagne: Pierre-Dac, Jean Talon.
- Buste Nicolas Appert à Chicago (États-Unis), Massy, Malataverne et Châlons-en-Champagne au Musée des beaux-arts et d'archéologie de Châlons-en-Champagne salle Appert.